# نجوم على الأرض
نجوم على الأرض هو فيلم دراما، عائلي، موسيقي، تم إنتاجه في الهند وصدر في سنة 2007. الفيلم من إخراج عامر خان من بطولة دارشيل سفاري وعامر خان.

## القصة
تدور القصة حول طفل صغير لديه مرض يمنعه من القراءة والكتابة بشكل جيد فيرسله اهله إلى مدرسة داخلية ظناً منهم انه لا يريد ان يتعلم وهناك يلتقي بمدرسين يتبعون اسلوب الضرب في التعليم إلى ان يأتي أستاذ جديد وهو (عامر خان) ليعلمه بسبب ان هذا المرض الذي لدى الطفل هو نفسه كان لدى عامر خان عندما كان صغيرا.

## الممثلون والشخصيات
- دارشيل سفاري : بدور إيشان
- عامر خان : بدور رام شانكار نيكامب

## روابط خارجية
- نجوم على الأرض على موقع IMDb (الإنجليزية)
- نجوم على الأرض على موقع روتن توميتوز (الإنجليزية)
- نجوم على الأرض على موقع نتفليكس (الإنجليزية)
- نجوم على الأرض على موقع قاعدة بيانات الأفلام العربية
- نجوم على الأرض على موقع ألو سيني (الفرنسية)
- نجوم على الأرض على موقع Turner Classic Movies (الإنجليزية)
- نجوم على الأرض على موقع أول موفي (الإنجليزية)
- نجوم على الأرض على موقع بوكس أوفيس موجو (الإنجليزية)
- نجوم على الأرض على موقع فيلمافينيتي (الإسبانية)
- نجوم على الأرض على موقع قاعدة بيانات الفيلم (الإنجليزية)